# Torke
Torke ou Toke (connu également sous le nom de Valtoke), mort en 986, serait un Jarl de Vendsyssel (en) ou peut-être même un roi ou jarl de Scanie actif au Xe siècle.

## Contexte
Sur une pierre runique d'Aars située près de l'église de ce village et dénommée 
Pierre d'Ars (en), on peut lire sur la façade : « Asser a érigé cette pierre à la mémoire de Valtóki, son seigneur ». Sur l'arrière de la pierre, il est précisé qu'elle « restera ici pour toujours, et qu'elle marquera le cairn de Valtóki ».
Torke serait un fils de Gorm l'Ancien, né d'une épouse ou concubine inconnue. Il bénéficie cependant d'une position élevée dans le royaume de Danemark, tout comme son fils nommé Asbjørn Tokesen. Toke est tué lors de la bataille de Fyrisvellir, au côté de son fils Asbjørn, qui participait au même combat,. De plus, selon Adam de Brême : « Odinkar, était le fils de Toke jarl de Vendel, et occupait le siège épiscopal de Ribe ».